# San Donato in Poggio
San Donato in Poggio ist eine Fraktion (italienisch frazione) von Barberino Tavarnelle in der Metropolitanstadt Florenz, Region Toskana in Italien.

## Geografie
Der Ort liegt ca. 6 km südöstlich von Tavarnelle Val di Pesa und 26 km südlich der Provinzhauptstadt (Metropolitanstadt) Florenz im westlichen Teil des Chianti fiorentino kurz südwestlich des Flusses Pesa im Pesatal (Val di Pesa) nahe der Wasserscheide des Pesa und des Elsa. Der Ort liegt bei 418 m und hat ca. 800 Einwohner. Der Ortsteil Barberino Val d’Elsa liegt ca. 5,5 km westlich, der Ortsteil Sambuca Val di Pesa (gehört ebenfalls zu Barberino Tavarnelle) liegt ca. 5 km nördlich, die Gemeinde Castellina in Chianti liegt ca. 8 km südöstlich und die Gemeinde Poggibonsi ca. 10 km südwestlich.

## Geschichte

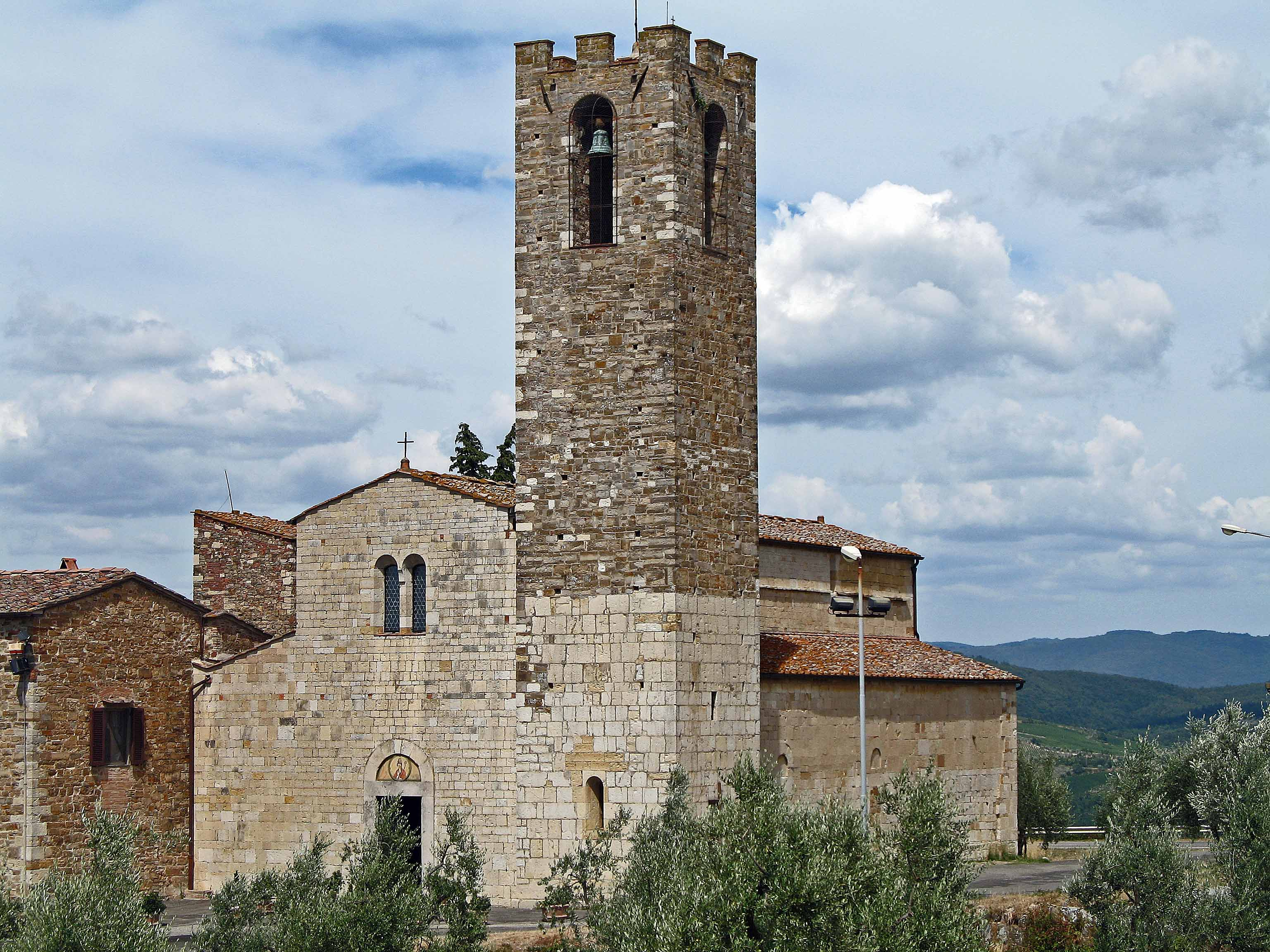
Die Pieve di San Donato in Poggio

Erstmals erwähnt wurde der Ort 989 als San Donato in loco Pocie in einem Dokument der Abtei Abbazia di San Michele Arcangelo in Badia a Passignano, heute ebenfalls Fraktion von Barberino Tavarnelle. Danach wird die Pieve 1038 erwähnt, als Bonifatius von Canossa hier dem Uberto Abate der Basilika San Miniato al Monte (Florenz) die Kirche San Piero a Ema (Ponte a Ema, heute Ortsteil von Bagno a Ripoli) bestätigt. Der Ort als Borgo wird erstmals 1090 als burgi apud ecclesiam S. Donati in Pocis dokumentiert. 1176 war San Donato in Poggio Verhandlungsort für einen Friedensvertrag zwischen der Republik Siena und der von Florenz. Die Hälfte des Ortes wurde 1191 von Heinrich VI. an die Grafenfamilie des Conte Guido di Modigliana der Guidi vergeben. Seit 1218 kontrollierte Florenz den Ort. Im Vorfeld der Schlacht von Montaperti (1260) lagerten die Fiorentiner im Ort, um von dort aus nach Montaperti zu gelangen. Nach der Niederlage von Florenz wurde San Donato in Poggio von Siena angegriffen und stark beschädigt. Die Friedensverhandlungen zwischen den beiden Republiken fanden ebenfalls hier statt. 1313 wurde der Ort kurz vor seinem Tod von Kaiser Heinrich VII. eingenommen. Der Ort gehörte danach zunächst zu Barberino Val d’Elsa. Als sich Tavarnelle Val di Pesa am 1. Mai 1893 als eigenständige Gemeinde von Barberino abspaltete, wurde San Donato in Poggio Ortsteil der neuen Gemeinde Tavarnelle Val di Pesa. Mit der Gemeindefusion von Barberino Val d’Elsa und Tavarnelle Val di Pesa zum 1. Januar 2019 wurde der Ort zu einer Fraktion der neuen Gemeinde Barberino Tavarnelle.

## Sehenswürdigkeiten

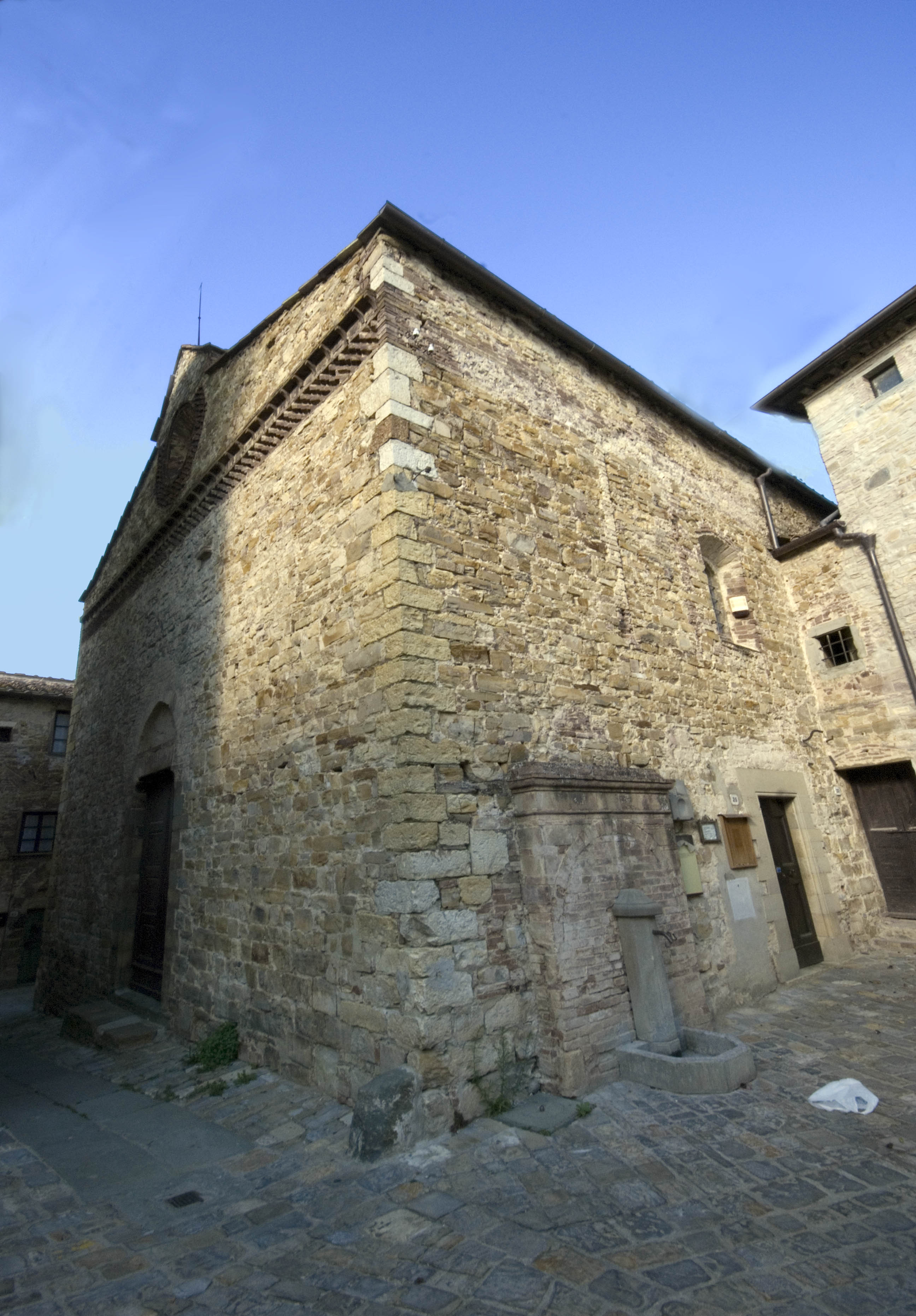
Die Kirche Chiesa della Madonna della Neve

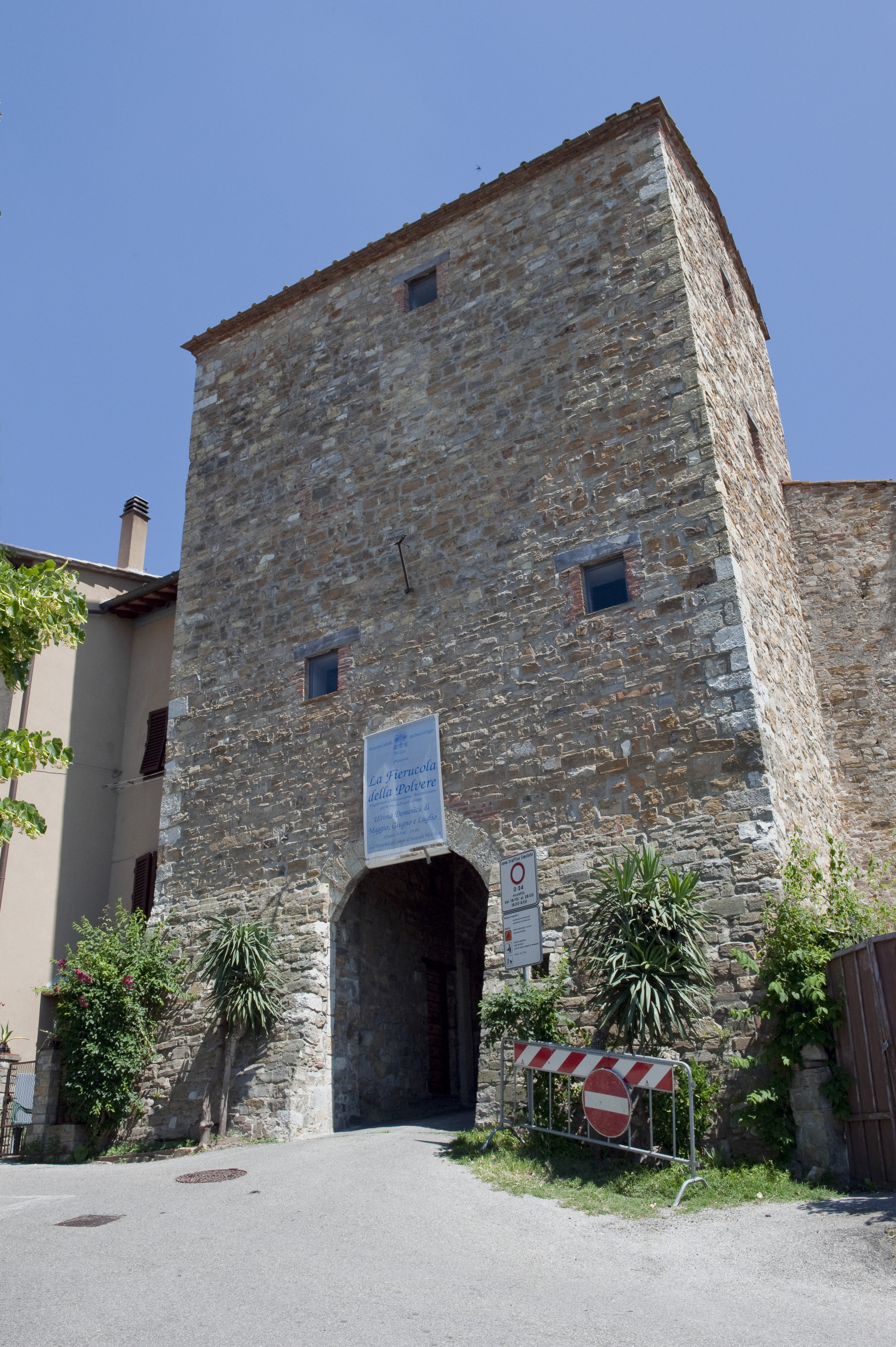
Das Stadttor Porta Fiorentina

- Chiesa della Madonna della Neve, Kirche im Ortskern. Die Fassade stammt aus dem 14. Jahrhundert.[3] Enthält das Werk Madonna col Bambino tra San Simeone e San Taddeo, das auf das Jahr 1413 datiert ist.[5]
- Palazzo Malaspina, früher auch als Palazzo Pretorio in Funktion, hieß früher Palazzo Ticci.[1]
- Palazzo Pretorio, liegt an der gegenüberliegenden Seite der Piazza gegenüber der Kirche Madonna della Neve. Enthält das Fresko Madonna col Bambino e Santi aus dem 14. Jahrhundert.[6]
- Porta Fiorentina, nördliches Stadttor.[6]
- Porta Senese, südliches Stadttor.[6]
- Torre Campanaria, Wehrturm der Stadtmauern aus dem 12. Jahrhundert nahe der Porta Fiorentina.
- Museo Emilio Ferrari della Cultura Contadina, toskanisches Handwerker-Museum im Ortskern. Entstand 2001[7] und wurde benannt nach Emilio Ferrari (1915–1990)[8].
- Cinema e Società Filarmonica Giuseppe Verdi. Entstand 1926 und wurde 1986 restauriert. Liegt wenige Meter außerhalb der Stadtmauern in der Via Senese. Der Saal hat ca. 200 Plätze.[9]
- Pieve di San Donato in Poggio, Pieve kurz außerhalb der Stadtmauern, die bereits 989 dokumentiert wurde. Enthält von Giovanni del Biondo ein Triptychon aus dem Jahr 1375 und ein Taufbecken von Giovanni della Robbia (Sohn des Andrea della Robbia) aus dem Jahr 1513.[5] Von hier stammt auch das Tafelgemälde Santa Lucia, Santa Maria Maddalena e San Donato von Bicci di Lorenzo, das sich heute im Museo Diocesano di Santo Stefano al Ponte in Florenz befindet.[10]
- Santuario di Santa Maria delle Grazie a Pietracupa, Sanktuarium ca. 1 km südöstlich von San Donato in Poggio. Enthält Werke von Paolo Schiavo (1397–1478), Domenico Cresti und Cosimo Gamberucci (1562–1621).[5]

## Sport
Der örtliche Fußballverein San Donato Tavarnelle spielte in der Saison 2014/2015 in der viertklassigen Serie D.

## Verkehr
- Der Ort hat die Anschlussstelle San Donato an der RA 3, die Florenz mit Siena verbindet.